# 社会主义工人党 (巴拿马)
社会主义工人党（西班牙语：Partido Socialista de los Trabajadores）是巴拿马的一个已不存在的托洛茨基主义政党。1983年9月，该党被巴拿马当局承认为合法政党。1984年11月，该党失去注册政党地位。该党曾反对曼努埃尔·诺列加的独裁统治及美国的军事干预。